# IC 4721
IC 4721 — галактика типу SBc () у сузір'ї Павич.
Цей об'єкт міститься в оригінальній редакції індексного каталогу.